# أنشطة وكالة المخابرات المركزية في تركيا
خلال الحرب الباردة، أجرت الولايات المتحدة عمليات ركزت على محاربة الاشتراكية في تركيا، ونُفِّذت بشكل رئيسي من خلال الفرع التركي لعملية غلاديو، حرب العصابات المضادة.شهدت الحرب الأهلية السورية عودة نشاط وكالة المخابرات المركزية في تركيا في السنوات الأخيرة.

## رحلات الاستطلاع يو2
ابتداءً من الخمسينيات من القرن الماضي، حلقت رحلات استطلاع لوكهيد يو-2من قاعدة إنجرليك الجوية في تركيا.كان مقر الطائرة يو2 التي أطلقها فرانسيس غاري باورز وأسقطت فوق الاتحاد السوفيتي في مايو1960 في إنجرليك كما كانت وحدة باور، التي عملت تحت غطاء سرب مراقبة الطقس التابع للجنة الاستشارية الوطنية للملاحة الجوية.تتألف الوحدة من طيارين جندتهم وكالة المخابرات المركزية للقيام بمهام استطلاع على ارتفاعات عالية فوق الاتحاد السوفيتي ومواقع رئيسية أخرى.خلال أزمة السويس، قاموا أيضًا برحلات استطلاعية فوق البحر الأبيض المتوسط.

## توظيف
خلال الحرب الباردة، كانت إحدى الأصول المهمة هي حرب العصابات، والذئاب الرمادية. فرع الشباب شبه العسكري لحزب الحركة القومية. قبل وفاة مكافحة حرب العصابات ألب أرسلان توركش، تم استخدام الذئاب الرمادية شبه العسكرية اليمينية المتطرفة لمهاجمة اليساريين.
تحتفظ وكالة المخابرات المركزية أيضًا بكادر من الجاسوسات داخل منظمة المخابرات الوطنية التركية، كما اعترف بذلك في عام1977 نائب مديرها السابق والمجنّد في وكالة المخابرات المركزية صباح الدين سافاسمان.
خلال الحرب الباردة، أقامت وكالة المخابرات المركزية شبكة عسكرية سرية «للبقاء خلف» في تركيا. وكانوا يعتزمون القيام بعمليات تخريب وتجسس إذا لزم الأمر.تم إنشاء مثل هذه الشبكات في العديد من دول الناتو الأوروبية (أشهرها غلاديو)، وكذلك في دول محايدة رسميًا في أوروبا؛ أطلق على الشبكة في تركيا الاسم الرمزي «مكافحة حرب العصابات»، واتُهم عناصر منها فيما بعد بارتكاب التعذيب.تم الكشف عن وجود مقاتلي حرب العصابات المضادة في تركيا في عام1973 من قبل رئيس الوزراء آنذاك بولنت أجاويد.

## رحلات «التسليم الاستثنائي» لوكالة المخابرات المركزية
بعد أن نفت وزارة الخارجية التركية اتهامات بالتورط التركي في رحلات تسليم سرية لوكالة المخابرات المركزية، كشفت برقية دبلوماسية أمريكية نشرها موقع ويكيليكس عن حدوث مثل هذه الرحلات. ذكرت برقية مؤرخة في 8يونيو2006 أن الجيش التركي سمح باستخدام قاعدة إنجرليك الجوية كمحطة للتزود بالوقود لـ «عمليات حركة المعتقلين» منذ عام2002.

## سوريا
وفقًا لمصادر استخباراتية نقلاً عن سيمور هيرش، في أوائل عام2012، أنشأت وكالة المخابرات المركزية بالتعاون مع تركيا ما أسمته «خط الجرذ»، وهي عملية سرية للحصول على أسلحة من ليبيا إلى المتمردين ونقلها باستخدام الوكلاء والشركات الأمامية. مجموعات في سوريا عبر جنوب تركيا. وبحسب ما ورد انتهى دور وكالة المخابرات المركزية في العملية نتيجة الإجلاء الجماعي لعملاء وكالة المخابرات المركزية من القنصلية الأمريكية في بنغازي، ليبيا، بعد هجوم بنغازي عام 2012. وفقًا لهيرش، أدار العملية ديفيد بتريوس، ويمكن لوكالة المخابرات المركزية أن تتجنب الإبلاغ عن وجود العملية إلى لجان استخبارات الكونجرس الأمريكي لأن تدخل تركيا سمح بتصنيفها على أنها مهمة اتصال.